# عبد الرحمن يوسف سالم
عبد الرحمن يوسف سالم عبد الله سليمان (ولد في 24 فبراير 1993 في المنامة، البحرين) لاعب كرة قدم بحريني يجيد اللعب في مركز الوسط المحوري. يلعب حاليا لصالح الحد الذي ينافس في الدوري البحريني الممتاز منذ 2021.

## الإنجازات

### منتخب البحرين
- كأس الخليج للمنتخبات الأولمبية (1): 2013